# 332
El 332 (CCCXXXII) fou un any de traspàs començat en dissabte del calendari julià.

## Esdeveniments
- L'emperador Constantí I i el seu fill Constantí II, de 16 anys, derroten els gots a Mèsia. Els gots esdevenen aliats romans i protegeixen la frontera del Danubi.[1]

## Naixements
- Julià l'Apòstata (data aproximada)